# Estorick Collection of Modern Italian Art
La Estorick Collection of Modern Italian Art è un museo dedicato all'arte italiana della prima metà del XX secolo ed ubicato nel centro di Londra.
La collezione fu messa insieme nel corso degli anni '50 da Eric Estorick, sociologo e collezionista statunitense.
Le opere esposte si concentrano in particolare sul Futurismo, ma spaziano su tutta la produzione pittorica e scultorea del periodo compreso tra 1890 e 1950. Tra gli artisti le cui opere sono contenute nella collezione si trovano Giacomo Balla, Umberto Boccioni, Carlo Carrà, Gino Severini, Luigi Russolo, Ardengo Soffici, Giorgio de Chirico, Amedeo Modigliani, Giorgio Morandi, Mario Sironi e Marino Marini.

## Storia
La collezione è ospitata in un edificio georgiano precedentemente noto come Northampton Lodge, costruito tra il 1807 e il 1810 dall'imprenditore Henry Leroux di Stoke Newington, che nel 1803 affittò un appezzamento di terreno da Charles Compton, I marchese di Northampton.
L'edificio rimase un'abitazione privata fino al 1916. Durante il primo dopoguerra fu adibito a fabbrica di fiori artificiali, la quale operò fino al 1968. Esso fu classificato come monumento classificato Grado II nel 1953, ma questo non risparmiò il suo decadimento negli anni successivi. Nel 1974 fu acquistato dalla società a nome collettivo di Basil Spence e ristrutturato dall'architetto Anthony Blee. I suoi ultimi occupanti furono l'architetto Colin St. John Wilson, che lo adibì a uffici e studio personale, e una società che operava nell'ambito della tecnologia dell'informazione.
La Eric and Salome Estorick Foundation è stata fondata nel 1994 come ente di beneficenza. La sua ristrutturazione è stata pianificata dall'architetto Nathaniel Gee e finanziata dall'Heritage Lottery Fund.

## Opere principali
Giacomo Balla 
- Ritratto di Fontana, 1907
- La mano del violinista, 1912
- Velocità d'automobile, 1913

 Umberto Boccioni 
- Idolo moderno, 1910

 Massimo Campigli 
- Il Belvedere, 1930
- Due donne, 1943
- Sei donne, 1945
- Autoritratto, 1946

 Carlo Carrà 
- L'uscita da teatro, 1910
- L'amante dell'ingegnere, 1940 circa

 Giorgio de Chirico 
- La rivolta del saggio, 1916

 Renato Guttuso 
- Eroe proletario, 1953

 Giacomo Manzù 
- Busto di una donna, 1952

 Marino Marini 
- Quadriga, 1942
- Pomona, 1943
- Piccolo bagnante, 1945

 Amedeo Modigliani 
- Dr François Brabander, 1918

 Zoran Mušič 
- Motivo dalmata, 1951
- Montagna nera, 1952
- Reti a Chioggia, 1956
- Motivo corsico, 1966
- Nello studio, 1983

 Ottone Rosai 
- Uomini che aspettano, 1914

 Medardo Rosso 

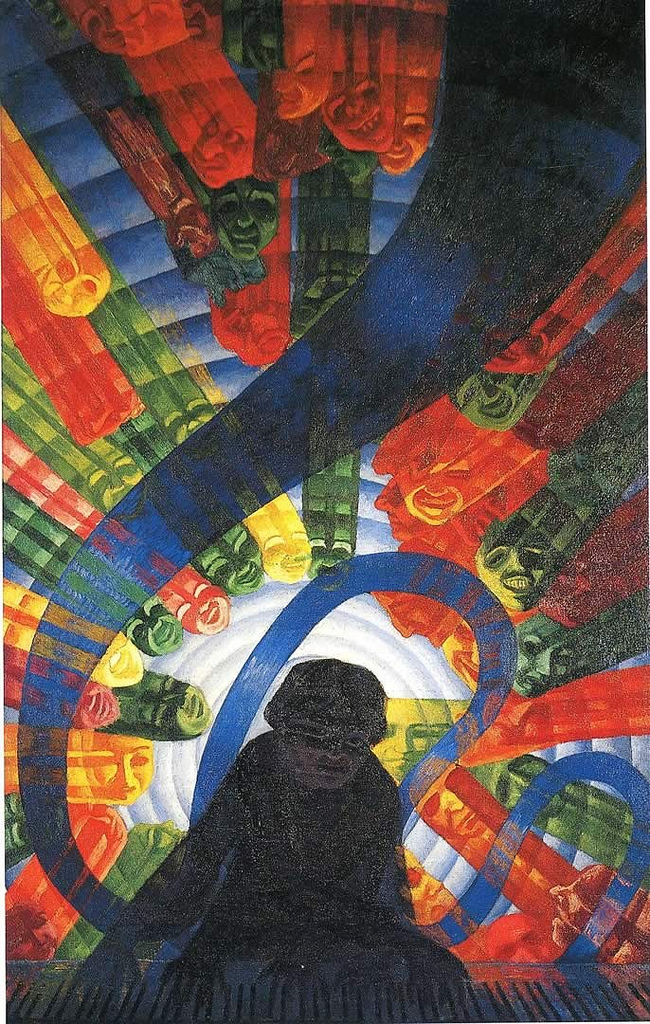
La musica, Luigi Russolo (1911)

- Impressioni di boulevard. Donna con veletta, 1893

 Luigi Russolo 
- La musica, 1911

 Giuditta Scalini 
- Ritratto di Massimo Campigli, 1950
- Acrobati, 1950

 Gino Severini 
- Le Boulevard, 1910-1911
- Danzatrice (Ballerina + mare), 1913
- Quaker Oats - Natura morta cubista, 1917

 Mario Sironi 
- Paesaggio urbano, 1924 circa
- Composizione, 1947
- Composizione, 1956
- Tre montagne
- Le baracche sulla collina
- Ballo sul palcoscenico
- Morte nel paesaggio

 Ardengo Soffici 
- Scomposizione dei piani di un lume, 1912-1913